# Maria Egg-Beneš
Maria Egg-Beneš (* 21. Februar 1910 in Budapest; † 29. September 2005 in Zürich) war langjährige Leiterin und Gründerin der Heilpädagogischen Hilfsschule in Zürich.

## Leben und Arbeit
Maria Beneš wuchs gemeinsam mit ihrer Zwillingsschwester Luise in einer «wohlbehüteten […] Budapester Kaufmannsfamilie» auf, wo sie an einer Privatschule die Humanistische Hochschulreife erwarb. Sie entschied sich für das Studium der Psychologie und Pädagogik, zunächst in Pécs, dann an der Sorbonne in Paris. Ihre Dissertationsschrift legte sie Eduard Spranger 1932 in Berlin vor. Während der Fertigstellung ihrer Doktorarbeit verschaffte sie sich Praxiserfahrung durch den Abschluss am Seminar zur Kindergärtnerin und Hortnerin. Schon in ihrer Kindheit hatte sie zusammen mit ihrer Schwester Luise die abgeschlossene Welt von geistig behinderten Kindern kennengelernt, als sie im nahen Kloster die «Unheilbaren» – Epileptiker, Geisteskranke und Geistesschwache – aufsuchte, die von Ordensfrauen betreut wurden. «Es entstand bei ihr damals schon das Gefühl, dass man mit diesen sogenannt bildungsunfähigen Menschen etwas machen könnte. Dieses Wirken in jungen Jahren sollte ihr ganzes Leben prägen.»
Schon als Kinder hatten Maria und Luise Kontakt mit dem Schicksalsanalytiker Leopold Szondi, der ihnen im Alter von 14 oder 15 Jahren häufig Fotos vorlegte, auf die sich sein später entwickelter Genotypentest gründete. Die Mädchen wurden beispielsweise gefragt, ob sie die abgebildete Person sympathisch oder hässlich fänden. Ab 1933 arbeitete Maria in Budapest bei Leopold Szondi als Assistentin, wechselte aber zu Heinrich Hanselmann nach Zürich, wo sie 1937 Gotthard Egg heiratete. Noch im gleichen Jahr nahm sie sich in ihrer Wohnung eines «behinderten Bübchens [an], das von der öffentlichen Schule ausgeschlossen worden war». Weitere Schüler folgten, die bald den Heilpädagogischen Schulzirkel bildeten. Sie mietete 1940 Räume in Fluntern, erhielt aber von der Stadt Zürich nur zögerlich finanzielle Unterstützung. 1952 wurde mit der Gründung der Heilpädagogischen Hilfsschule ihre Arbeit professionalisiert. Am 4. März 1956 wurde die Schule zur städtischen Einrichtung. Bis zu ihrer Pensionierung 1975 hatte sie die Leitung der Institution inne. 1965 konnte die Schule samt Anlernwerkstatt in den Neubau Gotthelfstrasse 53 in Wiedikon umziehen.
Um nach der Schule eine Arbeit zu bekommen, richtete sie ihren Schülern mit Unterstützung der Eltern im Untergeschoss des Hauses eine «Werkstube» ein. Weitere derartige Einrichtungen folgten und waren die Basis für die Stiftung Züriwerk, die 2021 mit einem Budget von 30 Mio. Franken ausgestattet war. Auch Wohnplätze für ihre ehemaligen Schüler wurden wichtig, um unabhängig von ihren Eltern ein selbstbestimmtes Leben führen zu können. Auf Initiative von Maria Egg-Beneš wurde der Grossteil der städtischen und kantonalen Arbeits- und Wohnstätten geschaffen.
Maria und Luise, die sie stets in ihrer Tätigkeit unterstützte, waren der Familie Szondi auch von der Schweiz aus weiterhin verbunden. 1941 erhielt Szondi in Budapest Berufsverbot. Nach seiner Deportation ins KZ Bergen-Belsen und einer im Juni 1944 erfolgreichen, internationalen Ausreiseintervention für ihn und mehr als 1000 weitere Internierte gelangte er über Caux VD 1946 nach Zürich, wo er fortan wirkte.
Für diese Amtsführung erhielt Maria Egg-Beneš 1968 den Internationalen Kennedy-Preis «für hervorragenden Dienst an den Geistesschwachen», ein Jahr später den Internationalen Preis der Stiftung FONEME sowie 1970 den Kulturpreis der Stadt Zürich. Auch erhielt sie die Ehrendoktorwürde der Universität Zürich. An der Marienstrasse in Zürich-Aussersihl wurde 2023 eine Hinweistafel auf Maria Egg-Beneš angebracht.
Von 1971 bis 1979 war sie als Vertreterin des Landesrings der Unabhängigen Mitglied des Kantonsrats Zürich. Nach der Gewährung des Frauenstimmrechts auf kantonaler Ebene Ende 1970 war sie eine der ersten fünf Frauen, die ins Kantonsparlament gewählt wurden.